# غريغوري كولبيرت
غريغوري كولبيرت هو مصور ومخرج كندي، ولد في 19 أبريل 1960 في تورونتو في كندا.

## وصلات خارجية
- غريغوري كولبيرت على موقع IMDb (الإنجليزية)
- غريغوري كولبيرت على موقع أول موفي (الإنجليزية)
- غريغوري كولبيرت على موقع قاعدة بيانات الفيلم (الإنجليزية)
- غريغوري كولبيرت على موقع كينوبويسك (الروسية)